# Walter Fernandez (Zwitsers voetballer)
Walter Fernandez (Lausanne, 20 augustus 1965) is een voormalig betaald voetballer uit Zwitserland die op het middenveld speelde maar ook als verdediger uit de voeten kon. Hij beëindigde zijn loopbaan in 2000 bij de Zwitserse club FC Lugano.

## Interlandcarrière
Fernandez speelde drie interlands voor Zwitserland. Onder leiding van bondscoach Roy Hodgson maakte hij zijn debuut op 8 maart 1995 in de vriendschappelijke uitwedstrijd tegen Griekenland (1-1), net als Johann Vogel (Grasshopper-Club). Fernandez nam in dat duel de enige treffer van de Zwitsers voor zijn rekening.